# Xylopsocus capucinus
Xylopsocus capucinus är en skalbaggsart som först beskrevs av Fabricius 1781.  Xylopsocus capucinus ingår i släktet Xylopsocus och familjen kapuschongbaggar. Inga underarter finns listade i Catalogue of Life.

## Bildgalleri

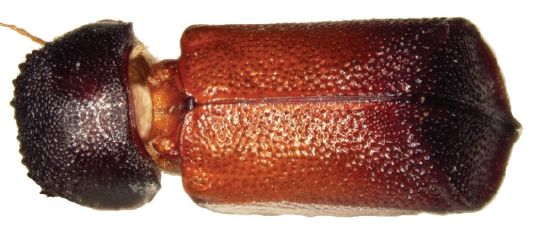
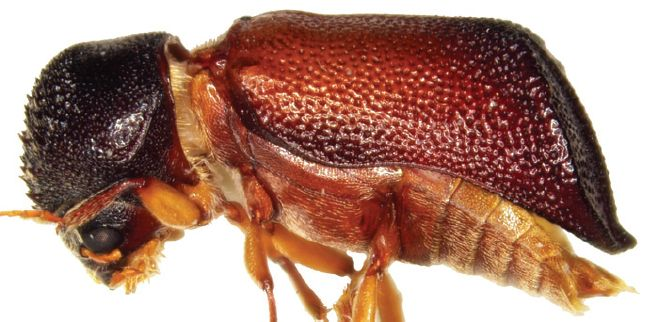